# Substància P
En el camp de la neurociència, la substància P és un neuropèptid: un undecapèptid que funciona com a neurotransmissor i neuromodulador. Pertany a la família de les takinines. La substància P i el neuropèptid neurokin A (NKA) són produïts a partir d'una poliproteïna precursora després de la divisió diferencial del gen preprotachykinin. La seqüència d'aminoàcids de la substància P és:
Arg Pro Lys Pro Gln Gln Phe Phe Gly Leu Met
La substància P és alliberada des de les terminals dels nervis sensorials específics, la podem trobar al cervell i a la columna vertebral, està associada a processos inflamatoris i al dolor.

## Descoberta
La substància P va ser originalment descoberta en 1931 per Ulf Von Euler and John H Gaddum com un extracte de teixit que causava contracció intestinal in Vitro. La seva distribució en teixits i les seves accions biològiques van ser investigades amb més profunditat al llarg de les dècades vinents. En 1983, l'NKA prèviament conegut com a substància k o neuromedina L, va ser aïllat de la columna vertebral porcina i també es va descobrir que estimulava la contracció intestinal.

## Receptors
El receptor endogen de la substància P és el receptor neurokin 1 (NK1-receptor, NK1R) pertany a la subfamília de GPCRs tachykinin. Altres subtipus de neurokinin i receptors de neurokinin també s’ha vist que interaccionen amb la substància P. Els residus d’aminoàcids responsables de la unió de la substància P i els seus antagonistes es troben presents en bucles extracel·lulars i regions transmembrana de l’NK-1. La unió de la substància P als NK-1 resulta en la internalització per mecanismes clatrina dependents als endosomes acídics on el complex es dissocia. L’SP és conseqüentment degradada i l’NK-1 retorna a la superfície cel·lular. La substància P i el NK-1 es troben àmpliament distribuïts pel cervell, es troben sobretot en regions cerebrals implicades en la regulació d’emocions (Hipotàlam, amigdala). També es troben estretament relacionades amb serotonina (5-HT) i amb neurones que contenen norepinaprina que són les substàncies diana dels fàrmacs antidepressius actuals. El receptor de SP conté regions que són sensitives a cAMP, AP-1, AP-4, CEBPB i a factors epidermials de creixement. Donat que aquestes regions estan relacionades amb vies de complexos de transducció del senyal mediades per cytokines, s’ha proposat que les cytoquines i els factors neurotròpics poden induir l’NK-1. La substància P també pot induir les citocines que són capaces d’induir factors de transcripció NK1.

## Funció
La substància P és un element important en la percepció del dolor. El paper sensorial de la substància P consisteix en la transmissió del dolor al sistema central nerviós. La substància P coexisteix amb un neurotransmissor activat per excitació de glutamat en les primeres etapes de resposta del dolor. També ha estat associada amb la regulació dels estats d’ànim, ansietat, estrès, neurogènesi, neurotoxicitat, el ritme respiratori i nàusees. Igual que altres neuropèptids sensorials la substància P és alliberada des del terminal perifèric dels nervis sensorials en les fibres de la pell, múscul i lligaments. Aquest alliberament està relacionat amb la inflamació neurogènica, la qual es tracta d’una resposta inflamatòria local a diferents tipus d'infeccions o lesions. Amb la seva alta capacitat de regulació també pot elevar l’afinitat pel seu receptor, NK-1. Els receptors antagònics de la substància P podem tenir un gran interès en aplicacions de caràcter terapèutic contra malalties relacionades amb l'estrès. Endemés tenen una alta capacitat com a analgèsic.

### Sector de sorting (vomiting centre)
El sector de sorting de la medul·la conté concentracions molt elevades de substància P i del seu receptor, en addició a altres neurotransmissors com per exemple colina, histamina, dopamina, serotonina i opioides. La seva activació estimula el procés de sorting. De les diferents vies que existeixen, la substància P/NK1 apareix com a element final comú de les vies per la regulació del sorting. L’antagònic de la substància P (SPA) es troba disponible al mercat com a tractament terapèutic.

### Dolor
Com es menciona en els paràgrafs anteriors la substància P està involucrada en la percepció del dolor, transmet la informació del teixit danyat des dels receptors perifèrics al sistema nerviós central perquè siguin convertits en la sensació de dolor. S’ha arribat a plantejar que pot tenir un paper important en la malaltia de la fibromiàligia. Com s’ha demostrat en estudis, la capsaïcina redueix els nivells de substància P. Ho fa mitjançant la disminució del nombre de nervis C-fibres o aconseguint que aquests es tornin més tolerants.
D’aquesta manera la capsaïcina és clínicament utilitzada com un analgèsic i com a agent inflamatori per reduir el dolor associat amb l'artritis i nombrosos altres tipus de neuràlgia.
El paper de la substància P i NKA en la percepció del dolor es dedueix a partir de la reducció en la resposta a estímuls nocius deguts a l’administració central dels agonistes K2 i K3. Segons la informació trobada en estudis recents els receptors antagonistes de NK1 i NK2 podrien ser desenvolupats com a drogues analgèsiques. Com s’ha demostrat en estudis els ratolins que contenen una alteració en el gen que codifica la substància P i NKA mostren una resposta molt reduïda al dolor quan els estímuls són moderats o intensos. El comportament sota dolor induït per estimulacions mecàniques, tèrmiques i químiques de teixits somàtics i viscerals va ser inferior en els ratolins que patien la mutació que els desproveïa de la substància P i l’NKA. De totes maneres s’ha vist que la importància de la substància P i l’NKA en la reducció de la resposta al dolor només s’aplica a un cert interval d'intensitats de dolor i que quan la intensitat de l'estímul agressor és augmentada, la resposta del ratolí amb la mutació comparada amb la del ratolí normal no difereixen en excés.
La substància P incrementa l’activitat glutàmica (NMDA) en el sistema central nerviós i està associada amb el desenvolupament de l'edema cerebral i amb dèficits funcionals després d'una lesió cerebral traumàtica.

### Proliferació cel·lular
La substància P també ha demostrat estimular la proliferació cel·lular de cèl·lules en cultiu, així mateix es va manifestar que la substància P podia promoure la curació d'úlceres en humans.

### Diabetis
La substància P també ha demostrat revertir la diabetis mellitus en ratolins però els efectes de la secreció d’insulina depenen de cada espècie en concret. En humans l’SP sembla que fa decréixer la quantitat d'insulina alliberada i causa fluctuacions en els nivells de sucre en sang.

### Vasodilatació
La substància P també té potents efectes de vasodilatador. La vasodilatació induïda per aquesta substància és dependent de l’alliberament d'òxid nítric. Està involucrada en transmetre a l’axó un impuls que regula la vasodilatació a escalfaments locals i reaccions inflamatòries. S’ha demostrat que la vasodilatació mediada per la substància P és dependent de receptors NK1 que es troben localitzats a l'endoteli. A diferència d'altres neuropèptids estudiats en la pell humana la vasodilatació induïda per la substància P s’ha demostrat que disminueix durant infusions continuades.
Això probablement suggereix una internalització de neurokin-1 (NK1). Com és típic amb altres vasodilatadors, també té propietats broncoconstrictòries i és administrat a través del sistema nerviós non-adrenèrgic i non-cholinèrgetic.

## Importància clínica

### Èczema
Nivells alts de BDNF i de substància P han estat associats amb l’increment de la sensació de picor amb l'èczema.

### Infecció Gastrointestinal
L’Entamoeba histolytica és un paràsit unicel·lular que infecta el tracte inferior intestinal en humans. Els símptopes de la infecció són diarrhea, i dolor abdominal. Aquest protozou secreta serotonina de la mateixa manera que ho fa la substància P i neurotensina.

### Supersensibilitat deguda a la denervació
Quan l'enervació de la substància P a la terminal dels nervis es perd, les cèl·lules postsinàptiques compensen la pèrdua del neurotransmissor adequat incrementant l'expressió de receptors postsinàptics. Aquesta situació condueix a una condició coneguda com a Denervation Supersensitivity, ja que els nervis postsinàptics es convertiran hipersensibles a qualsevol invasió de substància P dins de la fissura sinàptica.

## Deficiència
Els tàlpids manquen fibres C cutànies reactives a la substància P (SP) i a moltes neurones petites que són normalment SP-positive. Tot i així aquests animals són insensibles al dolor quan l'estímul agressor és administrat a la pell. Estudis recents han demostrat que quan la funció de la SP és genèticament alterada en ratolins, els animals mostren una reducció en la resposta a l'estímul agressor. A més la resposta a la capsaina va ser nul·la o significativament reduïda en ratolins alterats.